# Бех-Романчук Марина Олександрівна
Марина Олександрівна Бех (нар. 18 липня 1995, село Морозів, Хмельницька область, Україна) — українська легкоатлетка, яка спеціалізується у стрибках у довжину та потрійному стрибку, призерка світових та континентальних першостей, чемпіонка Універсіади, учасниця Олімпійських ігор 2016, 2020 та 2024 року, чемпіонка Європи, багаторазова чемпіонка України.

## Спортивна кар'єра

### Сезон 2019
Зимовий сезон розпочала 25 січня на клубному чемпіонаті України в Сумах, де перемогла з результатом 6,50 м. 1 лютого відбувся перший міжнародний старт у сезоні. На змаганнях у Мюнхені вона поступилася лише господарці змагань Малайці Мігамбо, встановивши новий особистий рекорд у приміщенні 6,73 м. 8 лютого на чемпіонаті України в приміщенні покращила свій особистий рекорд (6,85 м) та стала чемпіонкою України. 12 лютого перемогла на змаганнях у Франції (результат 6,60 м), а 16 лютого на чемпіонаті Асоціації Балкаських легкоатлетичних федерацій у Туреччині (результат 6,76 м).
2 березня відбулася кваліфікація на чемпіонаті Європи в приміщенні, що відбувся у британському місті Глазго. Бех-Романчук у другій спробі стрибнула 6,78 м, виконала кваліфікаційний норматив (6,65 м) та з другого місця кваліфікувалася у фінал. Наступного дня українка у четвертій спробі стрибнула 6,84 м, на один сантиметр випередила Малайку Мігамбо та зуміла посісти третє місце. Від Анастасії Мирончик-Іванової, яка посіла друге місце, вона відстала на 9 см, а від Івани Шпанович, яка стала чемпіонкою, на 15 см.
Літній сезон розпочався для спортсменки 3 травня з етапу Діамантової ліги в Досі. Вона зуміла стати другою (результат 6,74 м), поступившись лише два сантиметри колумбійці Катерін Ібаргуен. 9 травня, в Ужгороді, відбувся Кубок дружби, на якому Марина здобула перемогу. 6 червня, в Римі, відбувся наступний етап Діамантової ліги. Українка посіла на ньому п'яте місце (результат 6,64 м), відставши від призової трійки на 12 сантиметрів. 8 червня в австрійському Інсбруку відбувся турнір «Golden Roof Challenge», де українка зуміла здобути перемогу (результат 6,74 м). 12 та 14 червня відбулися змагання в Афінах та Дессау, де Марина посіла друге місце. На змаганнях у Німеччині результат 6,85 м, став її особистим рекордом сезону.
Марина Бех-Романчук потрапила до складу збірної України на Європейських іграх у Мінську. 23 червня, в особистих змаганнях, вона з результатом 6,58 м виграла бронзову медаль, а 28 червня вона показала результат 6,79 м, здобула перемогу та допомогла збірній України виграти командну золоту медаль. За ці перемоги вона була нагороджена Орденом княгині Ольги III ст. Будучи студенткою університету, Марина взяла участь в Універсіаді, яка відбувалася в Неаполі. 9 липня, з результатом 6,84 м, вона впевнено стала чемпіонкою.
21 липня відбувся етап Діамантової ліги в Лондоні. Українка з результатом 6,78 м стала на ньому третьою. Після цих змагань Марина гарантувала собі вихід у фінальний етап змагань. 18 серпня на етапі Діамантової ліги в Бірмінгемі посіла п'яте місце (результат 6,67 м), відставши від призової трійки на 18 сантиметрів. 23 серпня вп'яте стала чемпіонкою України. Фінал Діамантової ліги відбувся 6 вересня в Брюсселі. Бех-Романчук та Катаріна Джонсон-Томпсон показали результат 6,73 м, але за додатковими показниками британка посіла третє місце, а українка стала четвертою. 10 вересня у Мінську відбулася матчева легкоатлетична зустріч Європа — США. Марина стала другою (результат 6,73 м), а команда Європи здобула перемогу.
5 жовтня Бех-Романчук стартувала на чемпіонаті світу в Досі. Для того щоб одразу пройти у фінал потрібно було показати результат 6,75 м. У першій спробі вона стрибнула 6,69 м, а у другій 6,74 м. Після цього вона вирішила не виходити на третю спробу, оскільки цього результату було достатньо щоб кваліфікуватися у фінал. У підсумку результат українки став четвертим у кваліфікації. Фінал відбувся наступного дня. У першій спробі Марина одразу показала хороший результат, стрибнувши 6,81 м. Лише Есе Бруме стрибнула краще у першій спробі (6,83 м). У другій та четвертій спробі вона зробила заступ, а у третій не зуміла покращити попередній результат (6,77 м). Паралельно Есе Бруме покращила свій результат до 6,91 м, а німкеня Малайка Мігамбо показала феноменальний стрибок на 7,30 м та відірвалася від усіх суперниць. Переломним для українки став п'ятий стрибок. Вона зуміла зібратися та стрибнути 6,92 м, випередивши на один сантиметр Есе Бруме. Цей результат став її найкращим результатом у сезоні та лише на один сантиметр гіршим за її особистий рекорд на відкритих аренах. В останніх спробах у турнірній таблиці не відбулося змін, а Марина Бех-Романчук виграла срібну медаль. Це вперше з чемпіонату світу 1993 року, коли українські стрибунки у довжину ставали призерками чемпіонату світу (Лариса Бережна у 1993 році виграла срібну медаль).
За підсумками жовтня 2019 визнана Національним олімпійським комітетом України найкращою спортсменкою місяця в Україні.

### Сезон 2020
Зимовий сезон Бех-Романчук розпочала дуже вдало. На чотирьох етапах Світового туру в приміщенні українка здобула чотири перемоги, стрибаючи понад 6,90 м. За підсумками змагань Світового туру в приміщенні вона стала першою у загальному заліку серед стрибунок у довжину. До чемпіонату світу в приміщенні, який мав відбутися у середині березня в Нанкіні, Мирина підходила у статусі одного із фаворитів. Але саме в цей час у світі розгорнулася пандемія COVID-19, яка призупинила усі спортивні змагання.
19 серпня Бех-Романчук повернулася до змагань. На етапі Світового атлетичного континентального туру, який відбувся в Угорщині, українка посіла друге місце, поступившись лише одним сантиметром Анастасії Мирончик-Івановій (переможний результат білоруски 6,77 м). У зв'язку із тим, що цей сезон вийшов не повноцінним, Діамантова ліга проходила у вигляді показових змагань на яких не було залікових балів. 23 серпня, етапі Діамантової ліги у Стокгольмі, Марина здобула перемогу з найкращим особистим результатом сезону (6,85 м). 25 серпня здобула перемогу на Меморіалі Януша Кусоцинського, який відбувся в Польщі. А 29 серпня, у Луцьку захистила звання чемпіонки України, стрибнувши 6,81 м у фіналі.
5 вересня в Австрії відбувся «Golden Roof Challenge», на якому Бех-Романчук з результатом 6,82 м поступилася лише білорусці Анастасії Мирончик-Івановій. 8 та 13 вересня українка виступила на змаганнях у Німеччині. Спершу на змаганнях у Дессау вона посіла друге місце, поступившись Малайці Мігамбо, а через п'ять днів, у Берліні, з особистим рекордом сезону, зуміла взяти у неї реванш та перемогти.
25 вересня, у Досі, відбувся останній етап Діамантової ліги. Українка встановила свій особистий рекорд сезону (6,91 м) та здобула перемогу.
За підсумками сезону американський журнал «Track&Field News» назвав її найкращою стрибункою у довжину. Також Асоціація спортивних журналістів України визнала її найкращою українською спортсменкою року.

### Сезон 2021

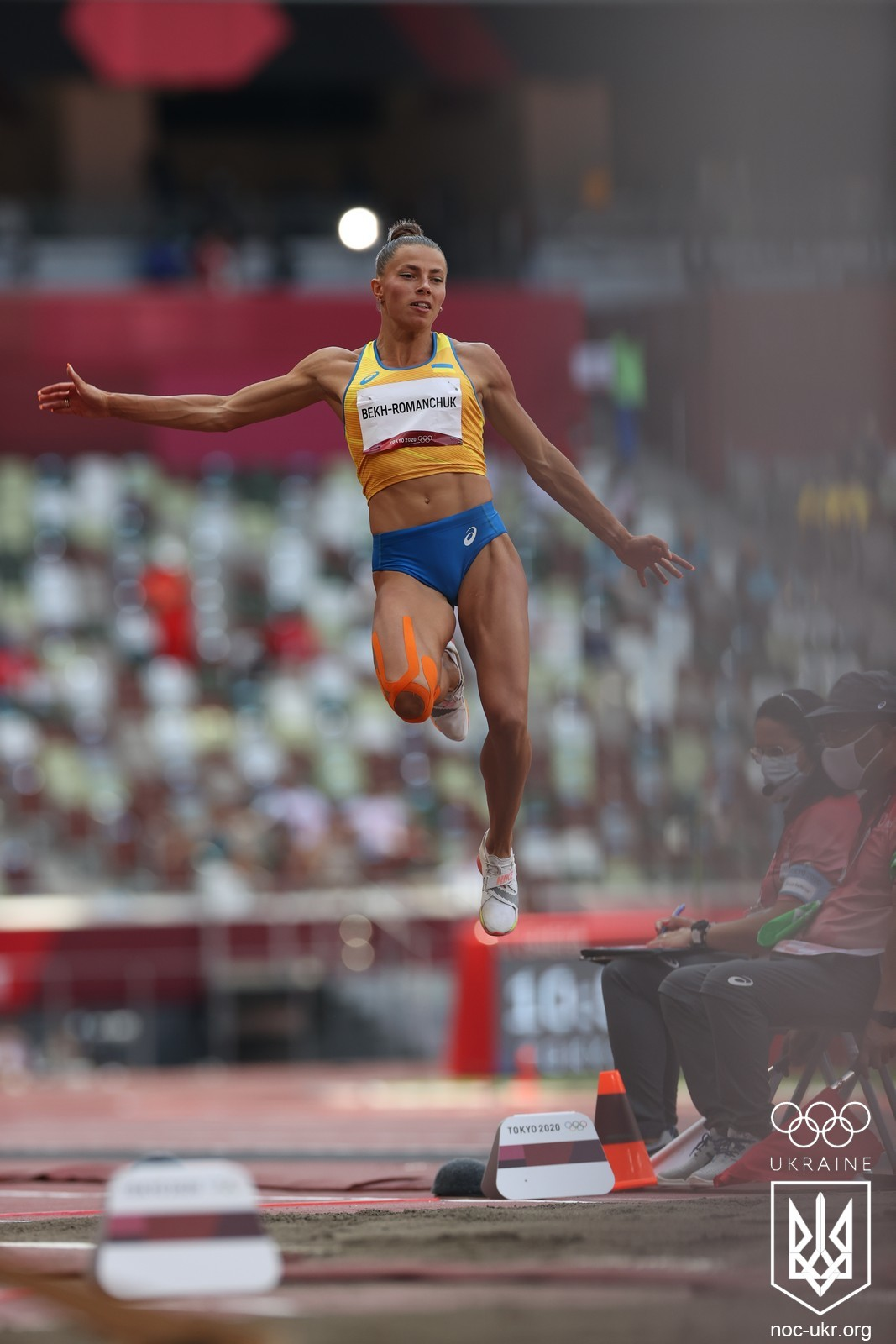
Марина Бех-Романчук на Олімпійських іграх 2020

Зимовий сезон Бех-Романчук розпочала 5 лютого на змаганнях у Берліні. З результатом 6,64 м, вона поступилася лише господарці змагань Малайці Мігамбо. 11 лютого на чемпіонаті України стрибнула 6,70 м та впевнено здобула перемогу.
6 березня, на чемпіонаті Європи з легкої атлетики в приміщенні здобула золоту медаль. В останній спробі їй вдалося стрибнути 6,92 м та обійти Малайку Мігамбо на 4 см.
Літній сезон розпочала 2 червня на змаганнях у Словаччині. Незважаючи на не дуже високий результат (6,39 м) вона стала бронзовою призеркою змагань. 10 червня у Флоренції відбувся перший етап Діамантової ліги. З результатом 6,79 м
Марина посіла третє місце. Після цього відбувся чемпіонат України, де Бех-Романчук впевнено здобула перемогу. Етап Діамантової ліги в Осло, що відбувся 1 липня, завершився для українки невдало. Вона не зуміла виконати жодної залікової спроби. 4 липня, на наступному етапі Діамантової ліги, що відбувся у Стокгольмі, Марина зуміла виграти бронзову медаль. 6 липня вона перемогала на Меморіалі Іштвана Дюлая, а 13 липня завоювала золото на етапі Діамантової ліги в Ґейтсгеді.
1 серпня відбулася кваліфікація змагань на Олімпійських іграх у Токіо. Кваліфікаційним нормативом була відстань 6,75 м. Українська спортсменка у першому стрибку показала результат 6,71 м, але наступні два її стрибки були із заступом. Результат Марини став десятим серед усіх спортсменок і вона зуміла подолати кваліфікацію. Фінальні змагання відбулися 3 серпня. У перших двох спробах українка зробила заступ, що поставило її у критичну ситуацію перед третім стрибком, оскільки, якби третя спроба також була б невдалою, Бех-Романчук завершила б змагання. Але українка зуміла впоратися їз цією ситуацією та показала результат 6,88 м у третьому стрибку, що перемістило її на п'яте місце. У наступних спробах Марина, щоб дістатися до призової трійки, намагалася більше ризикувати під час стрибків, але здійснити успішну спробу їй так і не вдалося. У підсумку вона завершила змагання на п'ятому місці, відставши від Малайки Мігамбо, яка здобула перемогу, на 13 см, а від призової трійки на 9 см.
26 серпня виступила на етапі Діамантової ліги в Лозанні, де з результатом 6,54 м посіла п'яте місце. 5 вересня виграла змагання «Meeting Internazionale Citta’ di Padova» в Італії з результатом 6,70 м. 8 вересня, у Цюриху, відбувся фінал Діамантової ліги. В останній спробі Марина зуміла стрибнути на 6,75 м, випередивши американську спортсменку Джасмін Стоуерс на 1 см та посівши підсумкове третє місце. 12 вересня, на змаганнях «Continental Tour Silver» у Берліні, з результатом 6,44 м, посіла четверте місце, завершивши для себе змагальний сезон.

### Сезон 2022
У новому сезоні спортсменка вирішила спробувати себе у потрійному стрибку. На клубному чемпіонаті України в приміщенні, який відбувся 29 січня, стрибнула 14,34 м, встановивши особистий рекорд. Зимовий сезон у стрибках в довжину склався невдало: змагання у Льєвені та Бірмінгемі, які відбулися у рамках Світового туру в приміщенні, завершила без залікових спроб. Участь у чемпіонаті світу в приміщенні була під питанням через початок повномаштабного вторгнення Росії в Україну. Зрештою їй вдалося поїхати на ці змагання та виступити 20 березня одразу в двох дисциплінах. Спершу відбувся фінал у потрійному стрибку, у якому Марина в останній спробі стрибнула 14,74 м, оновивши особистий рекорд та здобувши срібну медаль. У стрибках у довжину не вдалося виграти ще одну медаль, посівши шосте місце з результатом 6,73 м. Варто відзначити що одна їз спроб, яка могла стати медальною, була незарахована через спірний заступ.
13 травня, етапом Діамантової ліги у Досі, почала літній сезон, посівши друге місце у потрійному стрибку з результатом 14,73 м. 21 травня у Бірмінгемі, виступила у стрибках у довжину, знову посівши друге місце (результат 6,66 м). 9 червня, у Римі, встановила найкращий особистий результат у сезоні (6,85 м) та здобула перемогу.
16 липня пройшла кваліфікацію чемпіонату світу в потрійному стрибку, стрибнувши з першої спроби 14,54 м (другий результат кваліфікації). У фіналі стрибнула лише 13,91 м та стала одинадцятою. 23 липня стартувала у стрибках у довжину, кваліфікувавшись у фінал з четвертим результатом — 6,81 м. У фіналі зуміла на один сантиметр покращила цей результат, ставши у підсумку восьмою.
На чемпіонаті Європі, у кваліфікації стрибків у довжину показала особистий найкращий результат сезону — 6,87 м, кваліфікувавшись із другого місця. У фіналі, який відбувся 18 серпня, з результатом 6,76 м більшу частину змагань перебувала на третьому місці, але Джазмін Соєрс зуміла випередити українку в останній спробі. Наступного дня відбувся фінал у потрійному стрибку, де Марина у першій спробі встановила особистий рекорд — 14,81 м, захопивши лідерство, а у п'ятій спробі стрибнула — 15,02 м, забезпечивши собі перемогу. Цей результат став третім в історії потрійного стрибку для українок, а Бех-Романчук стала другою українкою (після видатної Інеси Кравець), якій вдалося стрибнути за 15 метрів.

##### 2025
У травні Марину було тимчасово відсторонено від участі в змаганнях після виявлення в її допінг-пробах тестостерону, забороненого препарату.

## Виступи на основних міжнародних змаганнях
| Рік                 | Змагання                                     | Місце проведення    | Місце               | Дисципліна          | Результат           | Примітки            |
| Представник Україна | Представник Україна                          | Представник Україна | Представник Україна | Представник Україна | Представник Україна | Представник Україна |
| ------------------- | -------------------------------------------- | ------------------- | ------------------- | ------------------- | ------------------- | ------------------- |
| 2011                | Чемпіонат світу серед юнаків                 | Лілль               | 5                   | стрибки у довжину   | 6,05 м              |                     |
| 2011                | Європейський юнацький олімпійський фестиваль | Трабзон             | 1                   | стрибки у довжину   | 6,25 м              |                     |
| 2012                | Чемпіонат світу серед юніорів                | Барселона           | 8                   | стрибки у довжину   | 6,35 м              |                     |
| 2013                | Командний чемпіонат Європи                   | Ґейтсгед            | 10                  | стрибки у довжину   | 6,04 м              |                     |
| 2013                | Чемпіонат Європи серед юніорів               | Рієті               | 3                   | стрибки у довжину   | 6,44 м              |                     |
| 2013                | Чемпіонат світу                              | Москва              | 25 (кв.)            | стрибки у довжину   | 6,31 м              |                     |
| 2014                | Чемпіонат світу серед юніорів                | Юджин               | 9                   | стрибки у довжину   | 5,95 м              |                     |
| 2015                | Чемпіонат Європи в приміщенні                | Прага               | 16 (кв.)            | стрибки у довжину   | 6,27 м              |                     |
| 2015                | Чемпіонат Європи серед молоді                | Таллінн             | 6                   | стрибки у довжину   | 6,50 м              |                     |
| 2016                | Чемпіонат Європи                             | Амстердам           | 12                  | стрибки у довжину   | 6,29 м              |                     |
| 2016                | Олімпійські ігри                             | Ріо-де-Жанейро      | 12                  | стрибки у довжину   | NM                  |                     |
| 2017                | Чемпіонат Європи в приміщенні                | Белград             | 7                   | стрибки у довжину   | 6,59 м              |                     |
| 2017                | Чемпіонат Європи серед молоді                | Бидгощ              | 3                   | стрибки у довжину   | 6,48 м              |                     |
| 2017                | Чемпіонат світу                              | Лондон              | 18 (кв.)            | стрибки у довжину   | 6,36 м              |                     |
| 2018                | Чемпіонат світу в приміщенні                 | Бірмінгем           | 10                  | стрибки у довжину   | 6,37 м              |                     |
| 2018                | Чемпіонат Європи                             | Берлін              | 2                   | стрибки у довжину   | 6,73 м              |                     |
| 2019                | Чемпіонат Європи в приміщенні                | Глазго              | 3                   | стрибки у довжину   | 6,84 м              |                     |
| 2019                | Європейські ігри                             | Мінськ              | 3                   | стрибки у довжину   | 6,58 м              |                     |
| 2019                | 1                                            | Команда (DNA)       | Команда (DNA)       |                     |                     |                     |
| 2019                | Літня універсіада                            | Неаполь             | 1                   | стрибки у довжину   | 6,84 м              | [ 48 ]              |
| 2019                | Чемпіонат світу                              | Доха                | 2                   | стрибки у довжину   | 6,92 м              | SB                  |
| 2021                | Чемпіонат Європи в приміщенні                | Торунь              | 1                   | стрибки у довжину   | 6,92 м              | WL                  |
| 2021                | Олімпійські ігри                             | Токіо               | 5                   | стрибки у довжину   | 6,88 м              |                     |
| 2022                | Чемпіонат світу в приміщенні                 | Белград             | 6                   | стрибки у довжину   | 6,73 м              |                     |
| 2022                | Чемпіонат світу в приміщенні                 | Белград             | 2                   | потрійний стрибок   | 14,74 м             | PB                  |
| 2022                | Чемпіонат світу                              | Юджин               | 8                   | стрибки у довжину   | 6,82 м              |                     |
| 2022                | Чемпіонат світу                              | Юджин               | 11                  | потрійний стрибок   | 13,91 м             |                     |
| 2022                | Чемпіонат Європи                             | Мюнхен              | 4                   | стрибки у довжину   | 6,76 м              |                     |
| 2022                | Чемпіонат Європи                             | Мюнхен              | 1                   | потрійний стрибок   | 15,02 м             | PB, EL              |
| 2023                | Європейські ігри                             | Краків              | —                   | стрибки у довжину   | NM                  |                     |
| 2023                | Європейські ігри                             | Краків              | 1                   | потрійний стрибок   | 14,58 м             |                     |
| 2023                | Чемпіонат світу                              | Будапешт            | —                   | стрибки у довжину   | NM                  |                     |
| 2023                | Чемпіонат світу                              | Будапешт            | 2                   | потрійний стрибок   | 15,00 м             | SB                  |

## Виступи на етапах Діамантової ліги
| Сезон | Змагання                                                | Місце проведення        | Дисципліна        | Місце | Результат | Примітки | Відео |
| ----- | ------------------------------------------------------- | ----------------------- | ----------------- | ----- | --------- | -------- | ----- |
| 2023  | Meeting International Mohammed VI d'Athletisme de Rabat | Рабат, Марокко          | потрійний стрибок | 2     | 14,65 м   |          |       |
| 2023  | Golden Gala                                             | Флоренція, Італія       | стрибки у довжину | 3     | 6,59 м    |          |       |
| 2023  | Bislett Games                                           | Осло, Норвегія          | потрійний стрибок | 3     | 14,70 м   |          |       |
| 2023  | BAUHAUS-galan                                           | Стокгольм, Швеція       | стрибки у довжину | 4     | 6,55 м    |          |       |
| 2023  | Меморіал Каміли Сколімовської                           | Хожув, Польща           | потрійний стрибок | 2     | 14,70 м   |          |       |
| 2023  | London Diamond League                                   | Лондон, Велика Британія | стрибки у довжину | 6     | 6,52 м    |          |       |

## Особисте життя
Одружена з плавцем Михайлом Романчуком.

## Державні нагороди
- Орден княгині Ольги II ст. (7 вересня 2023) — За досягнення високих спортивних результатів на ІІІ Європейських іграх у Кракові (Польща), виявлені самовідданість та волю до перемоги, піднесення міжнародного авторитету України.[50]
- Орден княгині Ольги III ст. (15 липня 2019) — За досягнення високих спортивних результатів на II Європейських іграх у Мінську (Білорусь), виявлені самовідданість та волю до перемоги, піднесення міжнародного авторитету України[51].